# Gustave Roth
Gustave Roth (ur. 12 marca 1909 w Antwerpii, zm. 14 września 1982) – belgijski bokser, medalista mistrzostw Europy amatorów, zawodowy mistrz Europy.
W Mistrzostwach Europy 1927 w Berlinie zdobył srebrny medal w wadze półśredniej. W finale przegrał z Romano Canevą (Włochy). 
W roku 1927 przeszedł na zawodowstwo. W latach 1929–1932 był mistrzem Europy wagi półśredniej.
| Przebieg kariery zawodowej                                                                |                            |                         |           |                                                   |
| 137 walk; 113 wygranych (25 przez KO); 11 przegranych (2 przez KO);12 nierozstrzygniętych |                            |                         |           |                                                   |
| Data                                                                                      | Miejsce                    | Przeciwnik              | Wynik     | Opis                                              |
| 26.12. 1927                                                                               | Bruksela                   | Georges Covent · Belgia | W PKT 6r  | Pierwsza walka zawodowa                           |
| 9.10. 1929                                                                                | Palais des Sports Bruksela | Alf Genon · Belgia      | W PKT 15r | Zostaje mistrzem Europy wagi półśredniej (EBU)    |
| 14.01. 1931                                                                               | Forum Kopenhaga            | Hans Holdt · Dania      | W PKT 15r | Broni tytułu mistrza Europy wagi półśredniej(EBU) |
| 26.10. 1932                                                                               | Palais des Sports Bruksela | Adrien Anneet · Belgia  | P DSQ 5r  | Traci tytuł mistrza Europy wagi półśredniej(EBU)  |
| 7.02. 1945                                                                                | Bruksela                   | Pol Goffaux · Belgia    | R PKT 10r | Ostatnia walka zawodowa                           |